# Martynas Gecevičius
Martynas Gecevičius (Vilnius, 16 de maio de 1988) é um jogador de basquete profissional lituano.

## Premiações
- Campeonato Mundial de Basquetebol Masculino de 2010,  medalha de bronze [3], em 2017 voltou a participar da competição defendendo a seleção nacional de seu país obtendo a sétima colocação. Nas categorias juniores defendeu o seu país em u campeonato mundial e sem seis competições continentais.[4] [5]
- Na temporada 2013-2014 foi considerado o melhor jogador lituano a disputar a VTB United League.[6]
- Foi campeão pelo Olympiacos BC, da Euroliga temporadas 2011-2012 e 2012-2013.[7]

## Vida pessoal
O atleta é casado com a jogadora de tênis também lituana, Lina Stančiūtė desde 2016.